# Коноид Плюккера

Рис. 1. Получение коноида Плюккера (k = 2)

Коноид Плюккера (в честь немецкого математика Юлиуса Плюккера), или же цилиндроид — линейчатая поверхность третьего порядка, описываемая в декартовых координатах уравнением:
{\displaystyle z={\frac {kxy}{x^{2}+y^{2}}}} ,
или же в полярных координатах:
{\displaystyle x(r,\theta )=r\cos \theta ,\quad y(r,\theta )=r\sin \theta ,\quad z(r,\theta )=c\sin(k\theta )} ,
где k — коэффициент, определяющий количество «складок» поверхности.
Коноид Плюккера относится к так называемым прямым коноидам, и может быть получен в трехмерных декартовых координатах вращением отрезка, попутно совершающего колебательные движения с периодом 2π, вокруг оси аппликат (см. Рис 1).
Используется в кинематике для построения винтовой оси составного движения по данным винтовым осям двух составляющих движений.
Уравнение коноида Плюккера в цилиндрических координатах:
{\displaystyle x=v\cos u,\quad y=v\sin u,\quad z=\sin 2u.}